# Anna Júlia
"Anna Júlia" é uma música da banda fluminense Los Hermanos do seu primeiro e homônimo álbum, de 1999. Esta foi a primeira música de trabalho e o primeiro grande sucesso da banda. "Anna Júlia" foi escolhida como uma das 100 Maiores Músicas Brasileiras de Todos os Tempos pela Revista Rolling Stone Brasil.

## História
A letra da música foi escrita por Marcelo Camelo, e fala sobre uma menina, Anna Júlia Werneck, estudante de Jornalismo da PUC-Rio, por quem o então produtor da banda era apaixonado.
Na época de seu lançamento a música fez um enorme sucesso e era escutada em todas as rádios do Brasil. E não só no Brasil mas em todo mundo, a música ganhou versões em outras línguas e foi até regravada pelo ex-Beatle George Harrison.
Esta canção porém não representava em essência o estilo da banda: era uma balada de rádio, uma música chiclete com uma letra um tanto simples que a gravadora os fez tocar à exaustão. Após este sucesso inicial a banda se isolou em um sítio para a produção do segundo álbum, Bloco do Eu Sozinho, com um estilo que representa mais o que é a banda hoje e não fez sucesso. Desde então a banda raramente toca seu primeiro grande Hit e sumiu do cenário musical mainstream do Brasil.

## Versões
Pelo grande sucesso que obteve, a dupla sertaneja Teodoro & Sampaio regravou a canção em 2005.

## Prêmios e indicações
| Ano  | Prêmio                 | Categoria                       | Resultado | Ref.  |
| ---- | ---------------------- | ------------------------------- | --------- | ----- |
| 2000 | Grammy Latino          | Melhor Canção Brasileira        | Indicado  | [ 7 ] |
| 2000 | MTV Video Music Brasil | Escolha da Audiência            | Indicado  | [ 8 ] |
| 2000 | MTV Video Music Brasil | Videoclipe de Artista Revelação | Venceu    | [ 8 ] |
| 2000 | Prêmio Multishow       | Melhor Clipe                    | Indicado  | [ 9 ] |
| 2000 | Prêmio Multishow       | Melhor Música                   | Venceu    | [ 9 ] |